# Cầu gai đá
Heterocentrotus mamillatus, thường được biết đến như là cầu gai đá bút chì, nhím biển đá, hoặc nhím biển đỏ, là một loài nhím biển nhiệt đới phân bố ở khu vực Ấn Độ - Thái Bình Dương.

## Mô tả

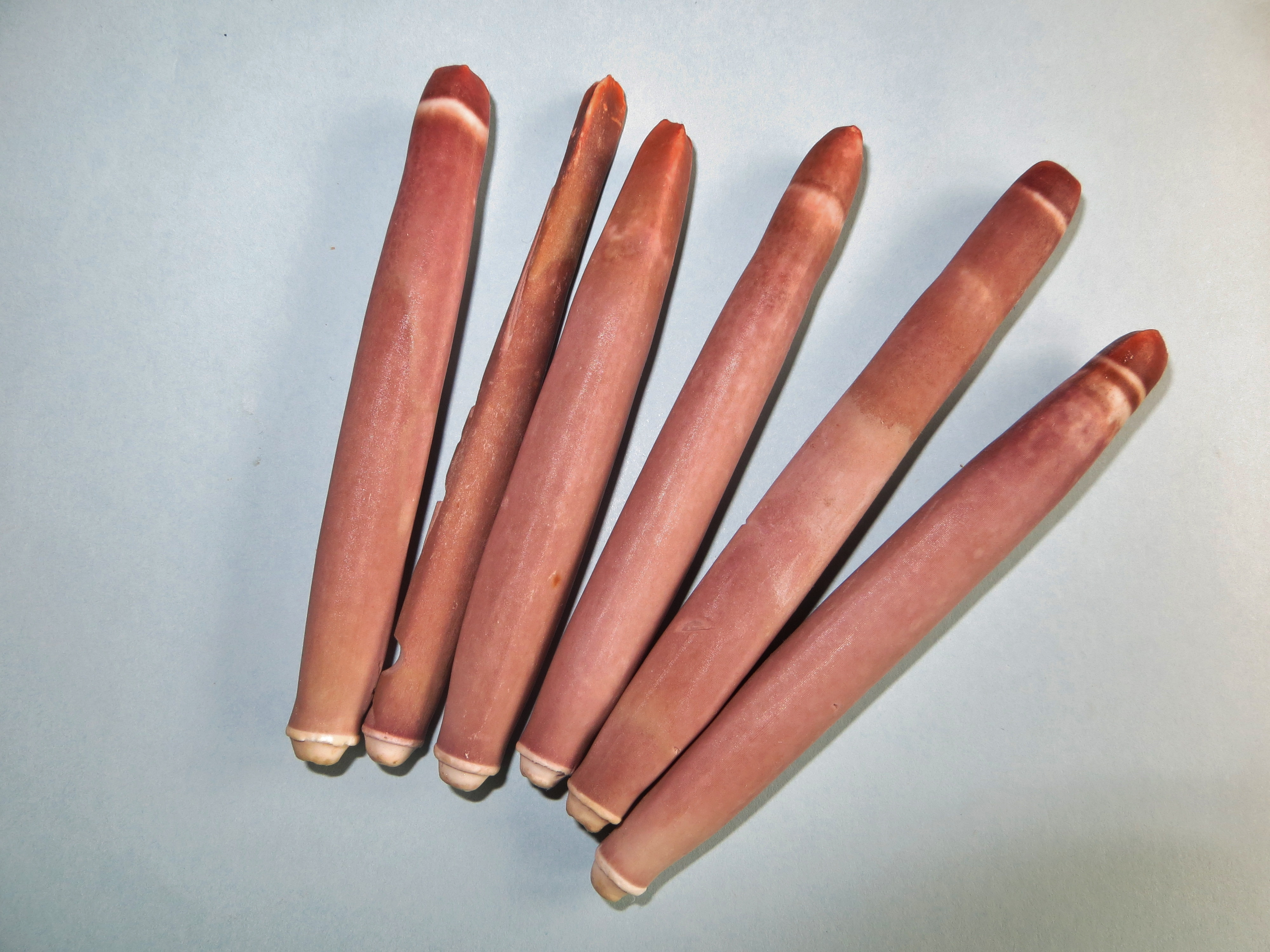
Radiols (gai) của một " cầu gai đá". Chúng được làm đồ lưu niệm.

Loài này là một loại nhím biển lớn, với một số mẫu vật đạt hơn 8 cm đường kính, và gai lên đến 10 cm. Hầu hết mẫu vật có màu đỏ sáng, nhưng cũng có thể xuất hiện màu nâu và tím. Các gai có thể có một màu khác với màu của cơ thể. Gai có một vòng trắng ở gốc và đã xen vòng sáng và  tối. Các gai vát tròn đến tam giác gần phía mũi. Đáng ngạc nhiên trong đêm, màu đỏ của gai biến thành màu phấn hồng.
Mẫu vật từ Hawaii có xu hướng có màu gai đỏ tươi, trong khi các mẫu vật từ Thái Bình Dương có thể có gai màu vàng hoặc nâu.
Heterocentrotus trigonarius là một loài tương tự, chúng có gai dài hơn và đậm hơn, luôn luôn là đồng màu.

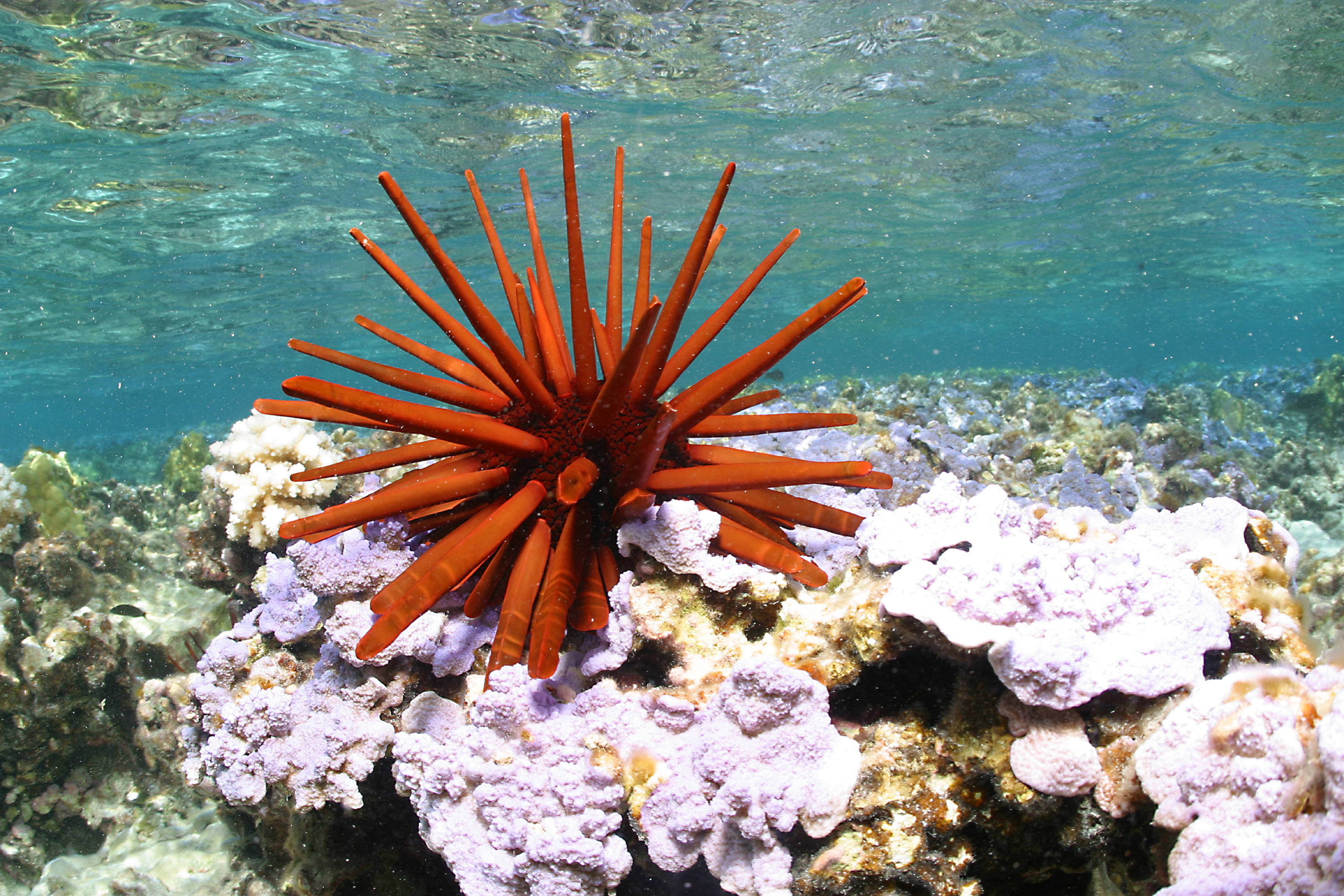
Cầu gai đỏ tại French Frigate Shoals.
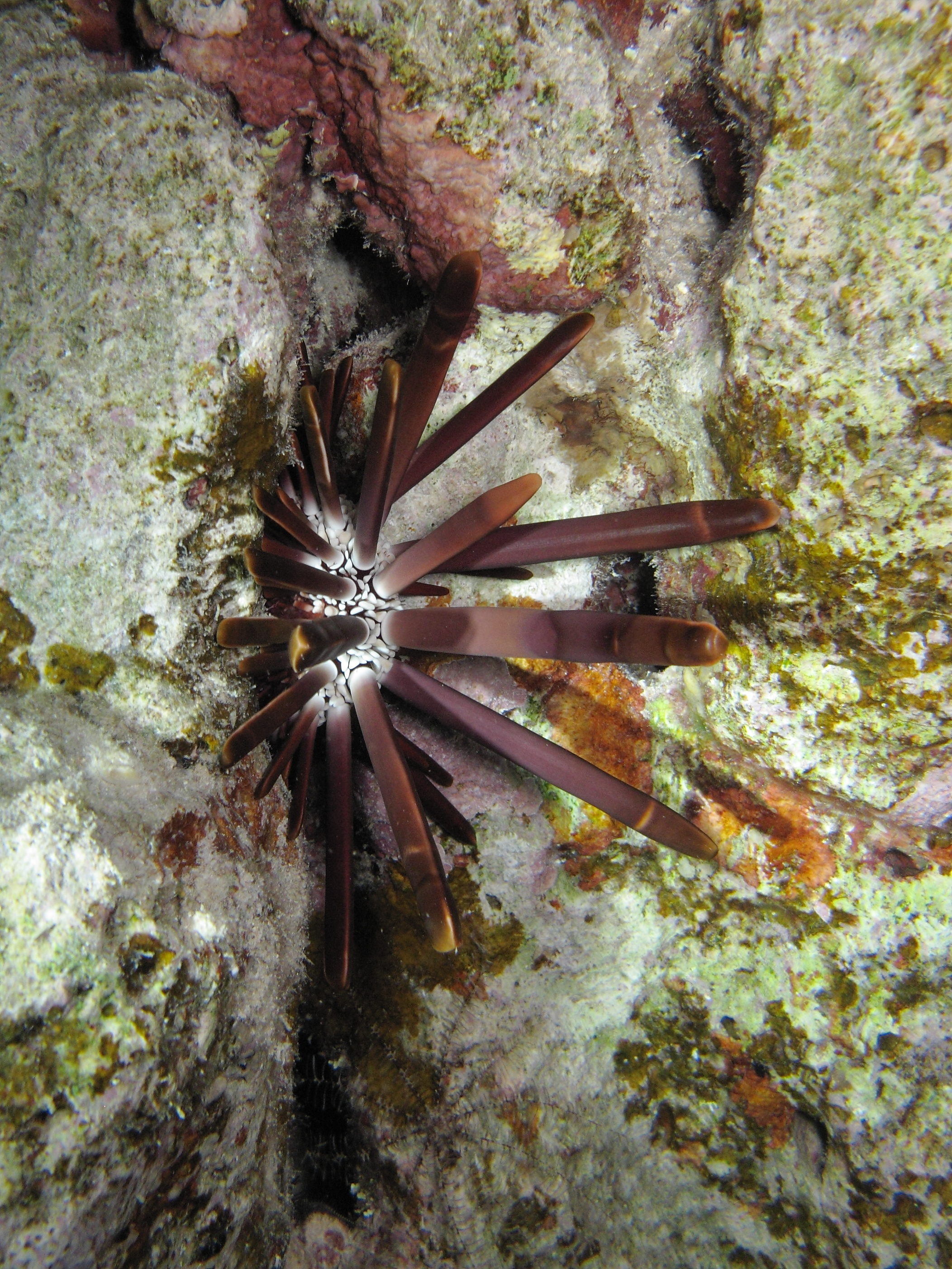
Màu nâu H. mamillatus ở Biển Đỏ
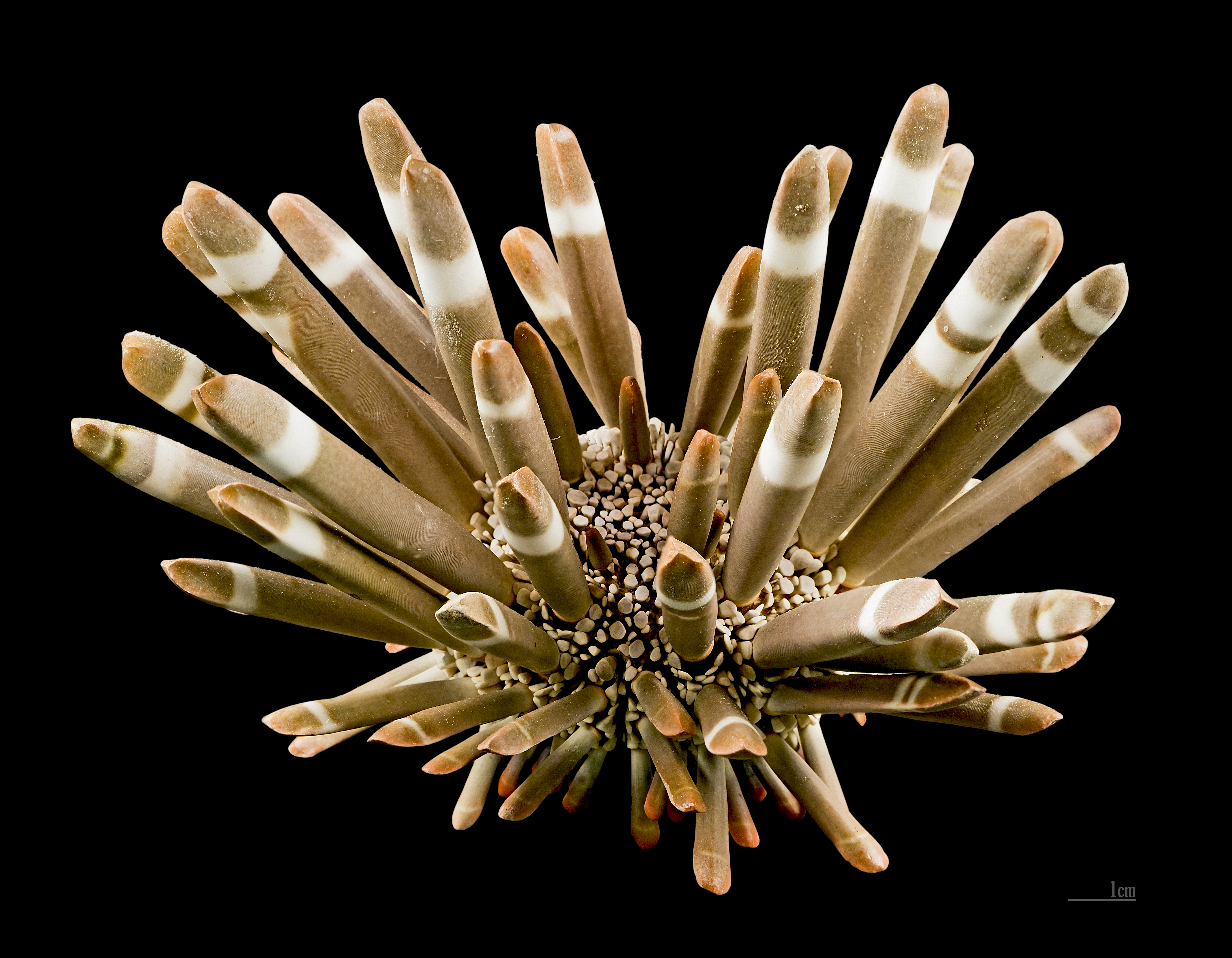
Mầu nâu, mẫu vật khô MHNT
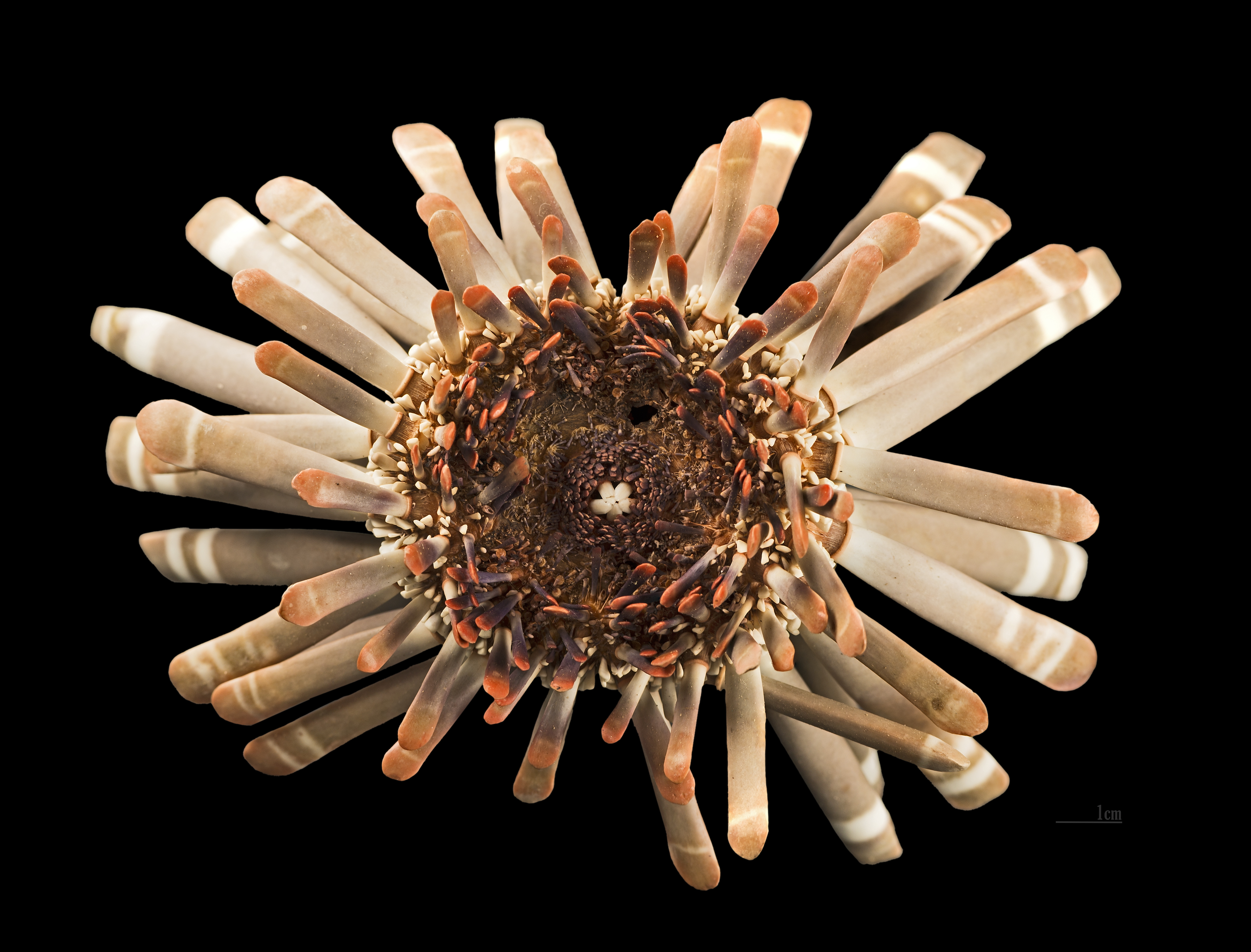
Mầu nâu, mẫu vật khô MHNT